# Bill & Ted's Excellent Adventure
Bill & Ted's Excellent Adventure, conocida como La magnífica aventura de Bill y Ted en México, Las alucinantes aventuras de Bill y Ted en España y Bill y Ted  en Argentina, es una película cómica de aventuras y ciencia ficción estadounidense de 1989, dirigida por Stephen Herek y protagonizada por Keanu Reeves, Alex Winter y George Carlin. Es la primera película sobre Bill y Ted, dos adolescentes fanáticos del rock que viajan en el tiempo con el fin de reunir una colección de personajes históricos para su presentación de historia de la escuela.

## Argumento
Bill y Ted tienen un problema: cuando comprueban que van a suspender en su clase de historia, y, por lo tanto, van a repetir de año escolar, Ted será enviado a una academia militar y la banda Wyld Stallyns (los sementales salvajes) de los dos adolescentes tendría que disolverse. Un viajero en el tiempo del futuro llamado Rufus llega a San Dimas (California) con su máquina del tiempo con la forma de una cabina de teléfono para salvar a la banda de Bill y Ted y con ello salvaguardar el progreso del futuro. Esto solamente es posible si ellos dos pueden estar juntos. 
Así, Bill y Ted comienzan a viajar en el tiempo en esta cabina y conocen a Sócrates, Napoleón, Ludwig van Beethoven, Juana de Arco, Genghis Khan, Sigmund Freud, Billy the Kid y Abraham Lincoln en la década de 1980, donde las figuras históricas hacen que Bill y Ted se metan en un gran lío siendo arrestados y detenidos en la comisaría. Bill y Ted consiguen liberar a los personajes históricos. Su presentación escolar será un gran éxito, por lo que pasan el examen y pueden seguir tocando juntos y convertirse en una exitosa banda que marcaría la historia mundial para siempre.

## Reparto
- Keanu Reeves como Ted "Theodore" Logan.
- Alex Winter como Bill S. Preston Esq.
- George Carlin como Rufus.
- Terry Camilleri como Napoleón.
- Dan Shor como Billy the Kid.
- Tony Steedman como Sócrates.
- Rod Loomis como Freud.
- Al Leong como Genghis Khan.
- Jane Wiedlin como Juana de Arco.
- Robert V. Barron como Abraham Lincoln.
- Clifford David como Beethoven.
- Hal Landon Jr. como Capitán Logan.
- Bernie Casey como Sr.Ryan
- Amy Stock-Poynton como Missy/Mama.
- J. Patrick McNamara como Sr.Preston
- Frazier Bain como Deacon.
- Diane Franklin como Princesa Joanna.
- Kimberley LaBelle como Princesa Elizabeth.

## Banda sonora
La banda sonora de la película fue publicada en 1989. Las pistas son las siguientes:
1. Play with Me by Extreme
2. The Boys and Girls Are Doing It by Vital Signs
3. Not So Far Away by Glen Burtnik
4. Dancing with a Gypsy by Tora Tora
5. Father Time by Shark Island
6. I Can't Break Away by Big Pig
7. Dangerous by Shark Island
8. Walk Away by Bricklin
9. In Time by Robbie Robb
10. Two Heads Are Better Than One by Power Tool

## Versiones y secuelas
- Bill & Ted's Bogus Journey (secuela de 1991)
- Bill & Ted Face the Music (secuela de 2020)

### Televisión
- Las Excelentes Aventuras de Bill y Ted (1990-1993)